# Реброво (Владимирская область)
Реброво — деревня в Гороховецком районе Владимирской области России, входит в состав Фоминского сельского поселения.

## География
Деревня расположена в 5 км на юг от центра поселения села Фоминки и в 41 км на юго-запад от Гороховца.

## История
В окладных книгах Рязанской епархии 1678 года деревня входила в состав Ростригинского прихода, в ней было 35 дворов крестьянских и 14 бобыльских.
В XIX — первой четверти XX века деревня являлась крупным населённым пунктом в составе Фоминской волости Гороховецкого уезда. В 1859 году в деревне числилось 30 дворов, в 1905 году — 121 двор.
С 1929 года деревня являлась центром Ребровского сельсовета Фоминского района Горьковского края. С 1944 года — в составе Владимирской области, с 1954 года — в составе Фоминского сельсовета, с 1959 года — в составе Гороховецкого района, с 2005 года — в составе Фоминского сельского поселения.

## Население
| 1859 | 1897 | 1905 |
| ---- | ---- | ---- |
| 232  | 582  | 716  |

| 1859 | 1897 | 1905 | 1926 | 2002 | 2010 | 2021 |
| ---- | ---- | ---- | ---- | ---- | ---- | ---- |
| 232  | ↗582 | ↗716 | ↘643 | ↘80  | ↘43  | ↘22  |